# Museu Padre Daniel Cargnin
O Museu Padre Daniel Cargnin esta localizado na Rua do Comércio, 825, na cidade de Mata, Rio Grande do Sul, Brasil.
Recebeu este nome em homenagem ao Paleontólogo Daniel Cargnin, que coletou mais de 80 por cento dos fósseis da região de Mata.
Com um acervo de 2.500 peças fósseis vegetais e animais. Próximo há o Jardim Paleobotânico de Mata, Situado na Rua do Sertão, 67,  com área de 36.000m², com fósseis de madeira petrificada, serve de campo de estudos e turismo.
Em anexo fica a casa de cultura que abriga uma máquina Deutz de fabricação Alemã na década de 30 que impulsionava um gerador que fornecia energia elétrica para a cidade.

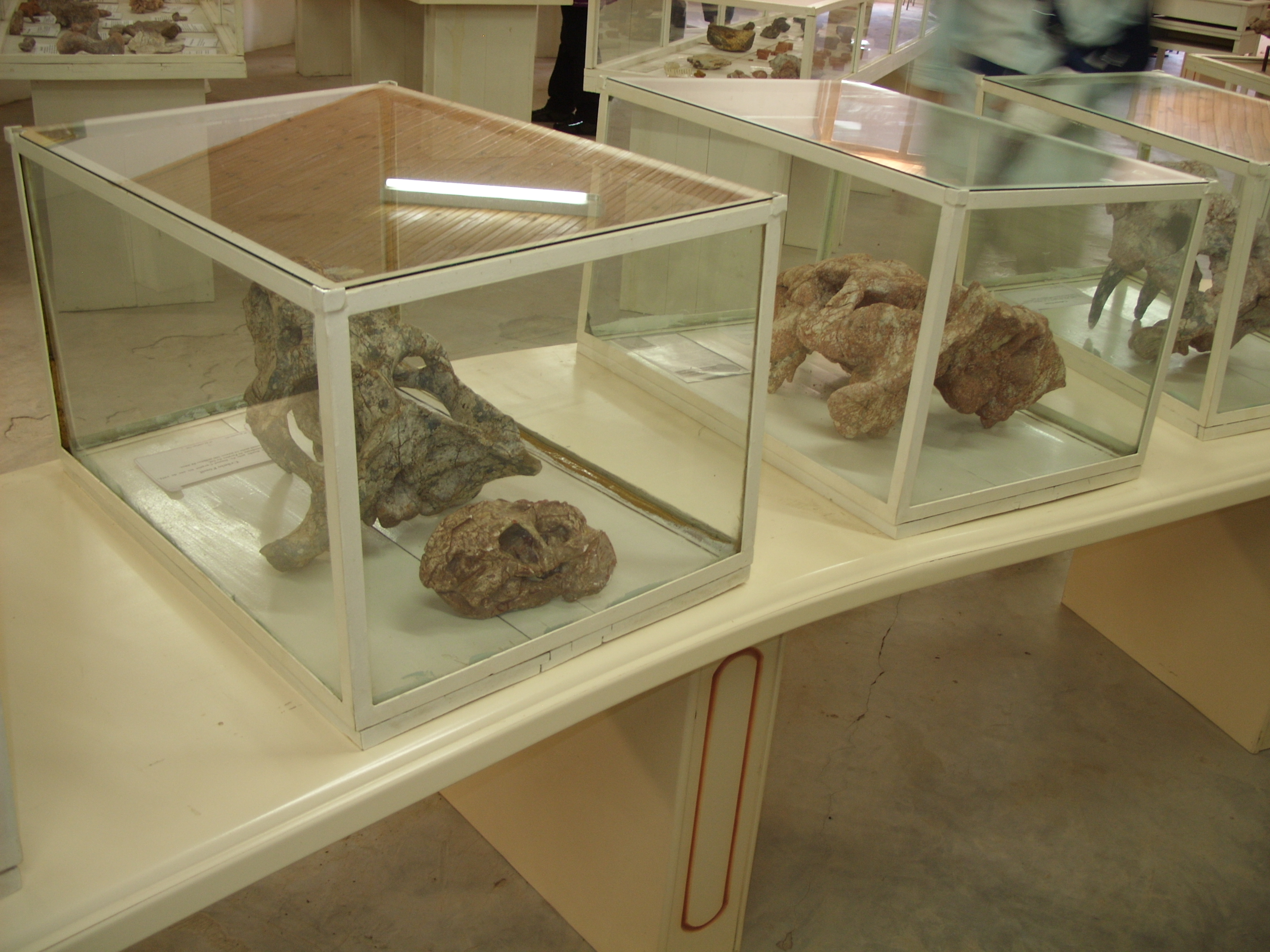
Dicinodontes.
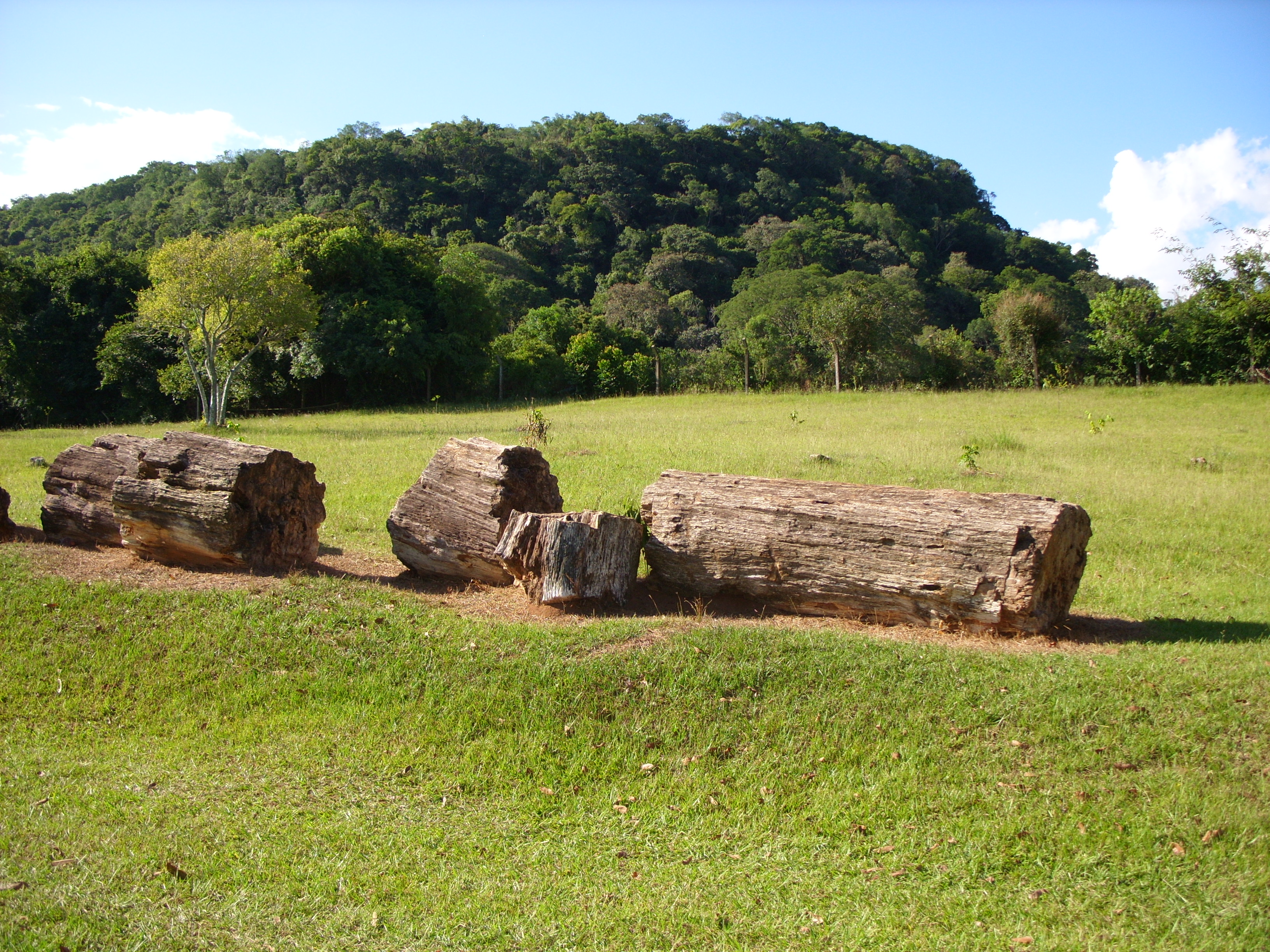
Próximo ao museu está o Jardim Paleobotânico de Mata.